# Culture mahoraise

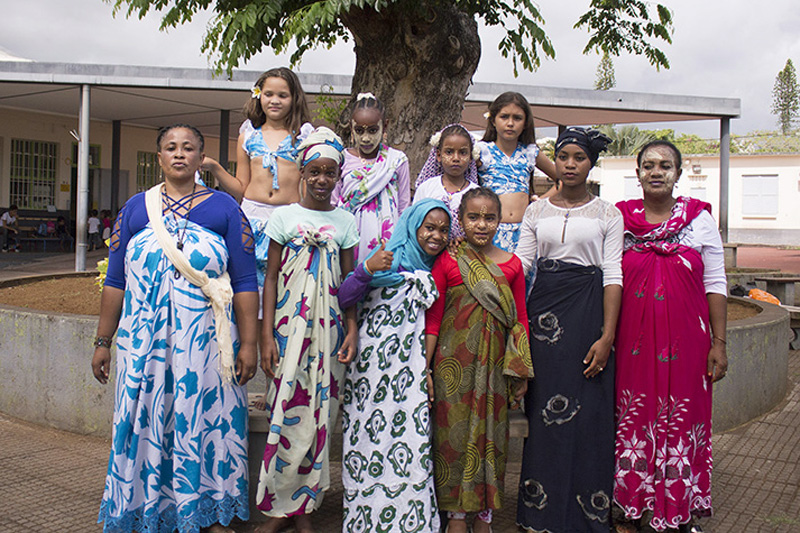
Des femmes et des filles mahoraises posent en groupe. Elles portent le salouva coloré traditionnel de Mayotte et pour certaines un kichali assorti ; leurs bras sont couverts par un body en coton. Elles sont maquillées, mais seules la femme de droite et les jeunes filles ont des motifs sur le visage, tracés avec du msinzano.

La culture de Mayotte est issue de croisements de populations depuis des siècles, elle est le résultat d’un métissage très riche, avec pour creuset principal la culture swahilie. Ce mélange se reflète dans la musique, le chant et la danse. L’île possède une grande tradition musicale et chorégraphique liée à la culture arabo-musulmane. La musique est un moyen d’exprimer des sentiments forts mais aussi un moyen de vivre sa foi.
Plusieurs cultures se côtoient à Mayotte, mais la culture mahoraise (d'inspiration swahilie) qui concernait il y a quarante ans 60 % de la population s'est imposée progressivement sous une forme syncrétique à l'ensemble de la population locale. Il reste toutefois dans le sud de l'île des isolats d'une seconde culture malgache, fortement marquée cependant par la culture mahoraise au point de n'être difficilement discernable qu'au regard avisé. Enfin, la culture française comme d'une manière générale, la civilisation occidentale moderne imprègne de plus en plus la culture locale.

## Langues et peuples
Le français est la seule langue officielle. Mais il n'est pas ou peu connu des personnes âgées originaires du monde traditionnel de l'île. Celles-ci, ainsi que la plupart des plus jeunes, maîtrisent une langue africaine bantoue, le shimaoré (dialecte du kiswahili), ou une langue d'origine malgache, le kibushi (dialecte du sakalava), parler vernaculaire du sud au nord ouest de Mayotte. Ces deux langues varient légèrement d'un village à l'autre sous l'influence d'autres dialectes de la région. Le shimaore est de facto la lingua franca indigène pour un usage au quotidien, notamment dans les médias. Il diffère légèrement des langues parlées aux Comores, la plus proche étant le shindzuani (parlé à Anjouan) et la plus éloignée, le shingazidja de Grande Comore, plus proche du kiswahili classique de la côte est-africaine. Tous les dialectes comoriens sont représentés à Mayotte, dans les populations immigrées, avec une nette prédominance du shindzuani. 
On estime que l'illettrisme en français concernait en 2000 environ 35 % des hommes et 40 % des femmes. L'Alliance française œuvrait pour sa promotion, engagée dans diverses activités culturelles émancipatrices comme les arts martiaux, avant la départementalisation. Toutefois, cet illettrisme français est aussi causé par une piètre familiarité avec l'alphabet latin. L'illettrisme en arabe est moindre car la langue et l'alphabet arabes sont enseignés avec assiduité dans les madrassas. Toutefois, depuis la dernière décennie, de gros efforts sur l'instruction ont été menés par l'État, ce chiffre a donc constamment baissé et l'illettrisme ne concerne qu'une certaine catégorie de la population relativement âgée.

## Cultures traditionnelles

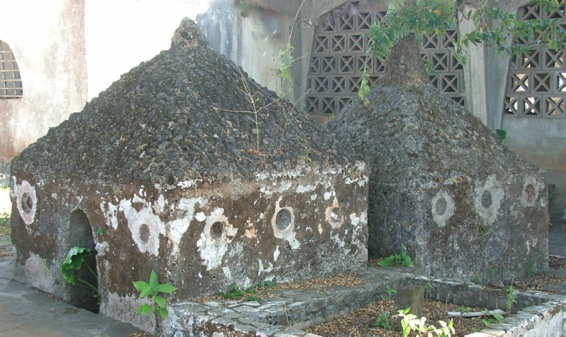
Mausolées shirazi de Tsingoni, ces tombes royales, qui datent probablement du XVIe siècle, sont similaires aux sépultures à dôme de l'archipel de Lamu, l'un des cœurs de la culture swahilie.

La culture mahoraise, proche de la culture comorienne[réf. nécessaire], est historiquement une subdivision méridionale de l'importante Culture swahilie, ensemble culturel africain d'origine bantoue et d'influence indienne et arabo-musulmane, présent sur toute la côte est-africaine et une partie des îles de l'océan Indien occidental (région anciennement appelée « Zanguebar »), et dont la principale unité politique historique fut au XIXe siècle le grand sultanat de Mascate et Oman (qui deviendra le Sultanat de Zanzibar fin XIXe siècle, auquel les îles des Comores n'appartinrent cependant jamais formellement). Les Comores constituent toutefois une région satellitaire de cet ensemble culturel - d'où le fait que le shimaoré est linguistiquement légèrement éloigné du kiswahili continental -, marqué par de nombreuses autres influences fortes comme les cultures malgache (très importante à Mayotte, nettement moins aux Comores), persane, indienne ou bien sûr française (la France n'ayant jamais possédé d'autre colonie dans l'aire culturelle swahilie), notamment par le biais des échanges de plus en plus intenses avec la Réunion.
La culture mahoraise est aussi proche de la culture sakalave (Nord Ouest de Madagascar). Le kibushi, langue d'origine malgache, est la langue maternelle d'environ 30 % de la population, Mayotte représentant ainsi le territoire le plus occidental de l'aire linguistique et culturelle austronésienne. Des travaux archéologiques récents ont démontré la présence historique de ces traditions dès le IXe siècle, et encore au XIIe siècle dans les sépultures (Accoua et civilisation de Dembeni), ou dans les objets du quotidien. De même, des travaux en génétique botanique ont démontré l'origine asiatique et non africaine des plantes cultivées importées anciennement à Mayotte. Enfin, plusieurs travaux en ethnologie ont démontré que l'organisation collective traditionnelle de la société mahoraise, reposant sur la mère, le rôle dominant de l'oncle maternel (Zama), les principes d'une société égalitaire sont bien plus proches de la société sakalave, malgache que de la société des autres îles de l'archipel des Comores,.
La société mahoraise traditionnelle est clairement matriarcale : la mère définit la famille et son lieu de résidence. La femme a un rôle déterminant, des tâches économiques de base à la politique en passant par la vie associative. Selon Faouzia Kordjee, présidente et fondatrice de l'Association départementale pour la condition féminine et aide aux victimes, « Mayotte est une société matriarcale. Ici ce sont les femmes qui portent le pantalon ! ». Il est souvent considéré sur l'île aux parfums qu'une femme à tout âge ne peut que s'épanouir ou aller vers le succès de ses diverses entreprises, alors que l'homme a atteint sa plénitude à son mariage. À Mayotte, il convient de distinguer le mariage civil, le mariage religieux « simple » (mafounguidzo) et le « grand mariage » (manzaraka), réservé aux plus fortunés car demandant d'organiser des festivités très codifiées pour plusieurs centaines de personnes. À cette occasion fort coûteuse pour la gent masculine si l'on veut respecter la tradition, la femme reçoit cadeaux et bijoux, si possible en or, qu'elle portait jadis pour afficher son statut social, ainsi que d'importantes sommes d'argent qui lui permettent d'établir son foyer. L'autorité de la mère, possédant biens et maisons, forte d'avoir élevé ses enfants et assemblé sa parentèle ou sa descendance, pouvait chasser ou sauver son conjoint lorsque les critères sociaux, communément constatés par la communauté villageoise, avaient confirmé la déchéance maritale. D'une manière générale, c'est l'autorité de l'épouse active qui protège sur ce plan mari et foyer. Il va de soi que l'importance de la sœur d'un mari jouait un rôle crucial en cas de dispute familiale, au cas où celle-ci avait un rang au moins similaire à sa belle-sœur.
La plus célèbre danse traditionnelle mahoraise est le debaa, sorte de rencontre sous forme de chant et de danse religieux. Les femmes vêtues de chatoyants lambas aux motifs similaires, et assemblées d'après des critères d'appartenance à une même petite communauté forment un chœur lancinant, laissant aux hommes l'apport musical rythmé. Ainsi s'organise une forme de rivalité chorégraphique entre villages.
Parmi les nombreuses musiques et danses traditionnelles de Mayotte, on compte aussi le mbiwi (réservée aux femmes et aux cérémonies), le madjilisse (chant religieux des hommes d'âge mûr), le ngoma nyombé (sorte de corrida locale en musique, avec un zébu attaché), le wadaha (danse féminine exhibant la maîtrise des outils de cuisine), le chigoma (danse de mariages), ou encore le murengué (danse martiale proche de la capoeira).

## Traditions masculines et jeux virils d'autrefois

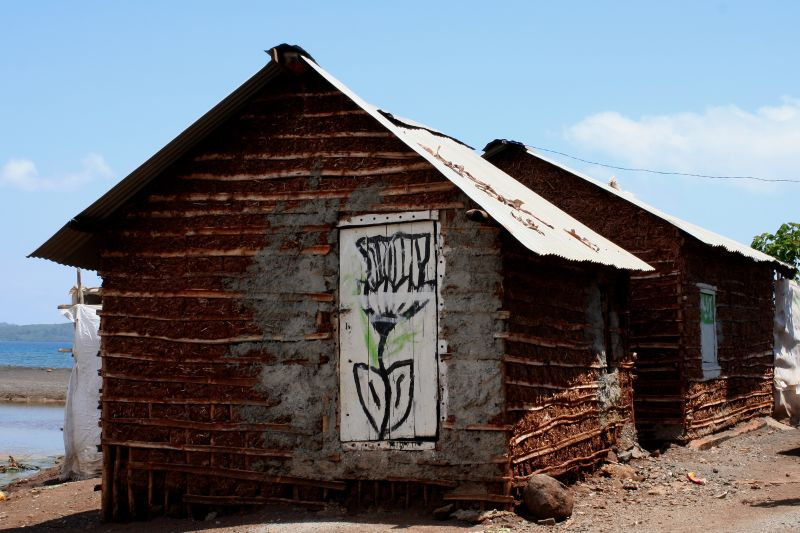
Un banga à Mtsamoudou.

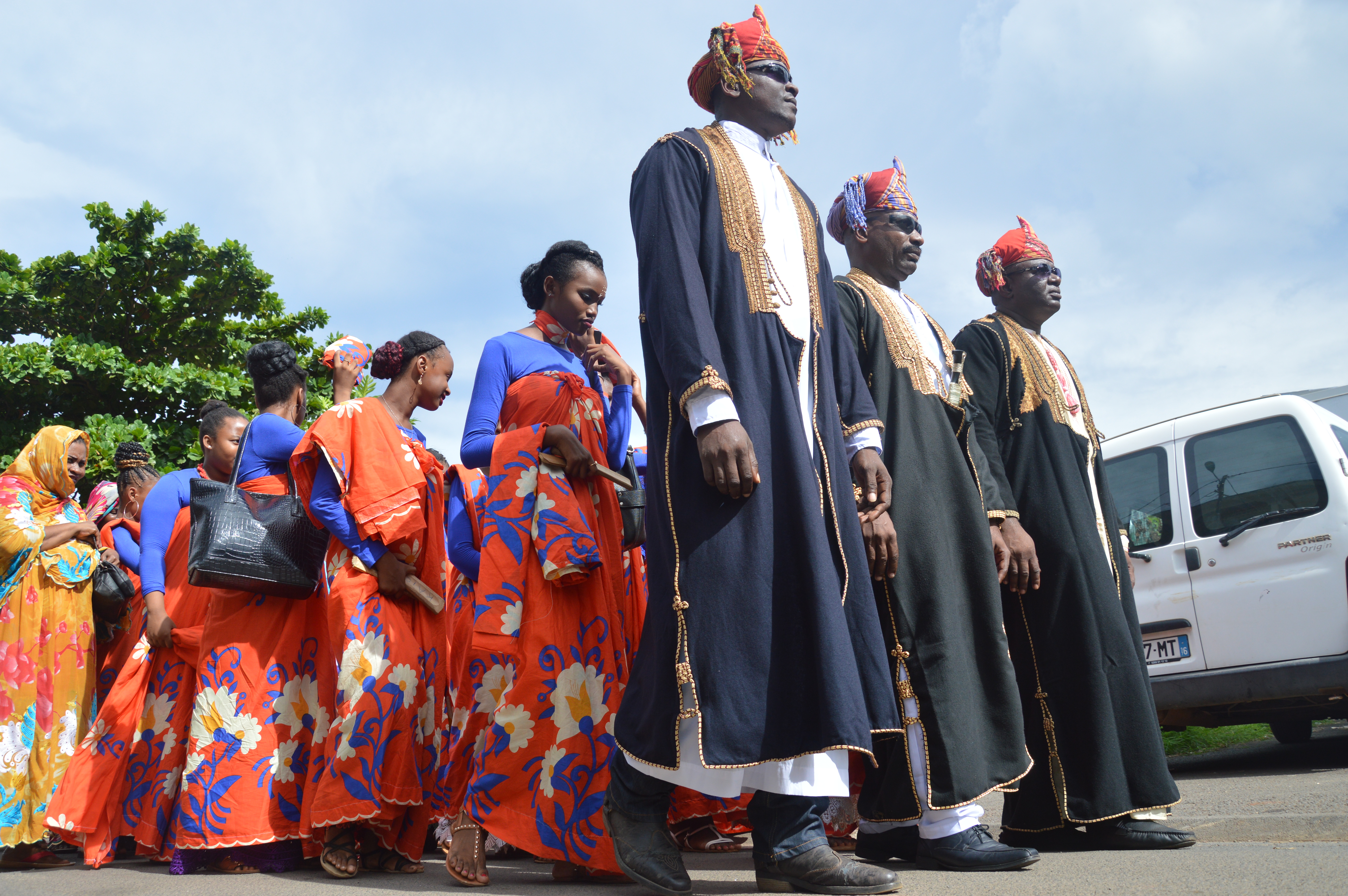
Défilé à l'occasion d'un grand mariage en 2019.

Traditionnellement, les jeunes hommes après l'adolescence quittent la case familiale ou maternelle et construisent des bangas, petites maisons éphémères dont le toit était autrefois en bois, en bambou ou en raphia et feuille de cocotier et qui leur permettent de s'initier à la vie adulte en y invitant des fiancées potentielles.
Un homme marié trouve à ne pas perdre son prestige en aidant ses neveux (tradition de la « musada ») : ainsi le meilleur pédagogue des techniques traditionnelles conservait un statut particulier au sein de sa famille et de sa communauté.
Ce sont traditionnellement les femmes qui possèdent les maisons à Mayotte, aussi le banga constitue le seul moment dans la vie d'un mahorais où il est principal responsable d'une maison : une fois marié, il s'installera chez sa femme, dans une maison construite par la belle-famille (mais à l'aide de la généreuse dot maritale). 
Le moringue ou mouringué, analogue à la capoeira brésilienne, était pratiqué, jusqu'à la fin des années 1980, entre villages rivaux. Il a actuellement presque disparu, même si des séances improvisées peuvent encore avoir lieu à M'Tsapéré. On peut encore avoir l'occasion d'assister au moringue mahorais durant le mois de ramadan : au coucher du Soleil, après avoir bien mangé, des gens se regroupent sur la place publique, tapent sur les tam-tam et pratiquent le moringue. La seule différence avec la capoeira est que cette dernière se rapproche d'arts martiaux alors que le moringue n'a strictement aucun enseignement ni règle réellement définie. Il existe cependant quelques interdits, notamment celui des coups de pied, ou l'obligation de combattre à mains nues, et auparavant chacun des deux protagonistes pose son pied sur celui de l'autre et vice versa, empêchant ainsi la fuite. La rancune reste interdite une fois le combat fini et en dehors de celui-ci. S'il doit y avoir vengeance, celle-ci se fera à un prochain mouringué, ou lors du même moringué. Mais le moringue est considéré par les Mahorais comme un jeu. Il est et reste aussi un moyen de règlement d'éventuels différends. C'est aussi un moment de convivialité : les lutteurs deviennent très souvent amis après la lutte, où gagnant et perdant ont tous deux montré leur courage.
Auparavant, le moringué se faisait entre villages voisins, et, peu importe la distance, on se déplaçait à pied. Des mouringués se font aussi tout autour de l'île et des invitations orales convient tout le monde à rejoindre le lieu-dit. Un lutteur ne peut défier plus d'un adversaire en même temps, le nombre de combats n'est pas limité.

## Soins et habits féminins traditionnels

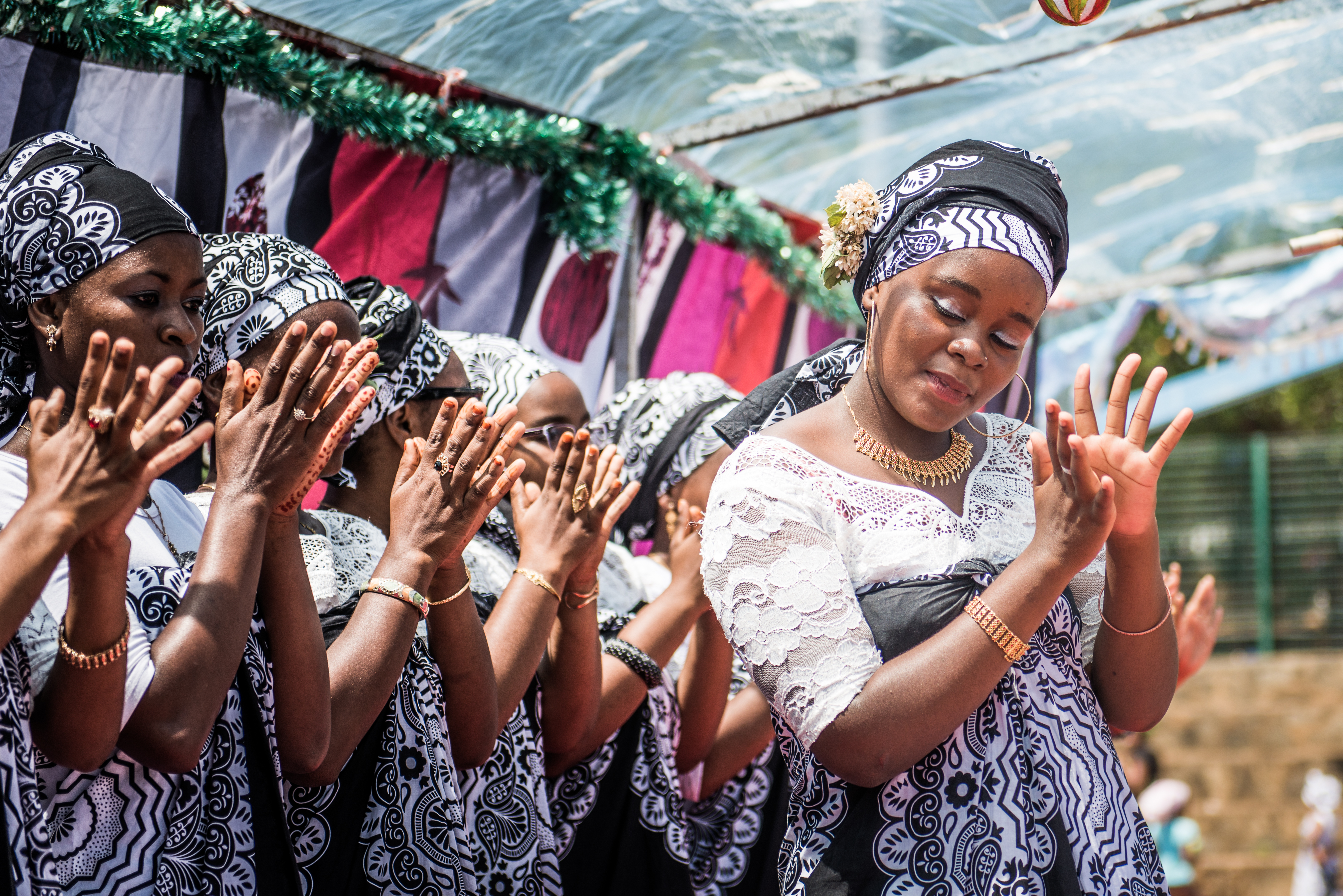
Danseuses de Debaa en tenue de salouva en 2018.

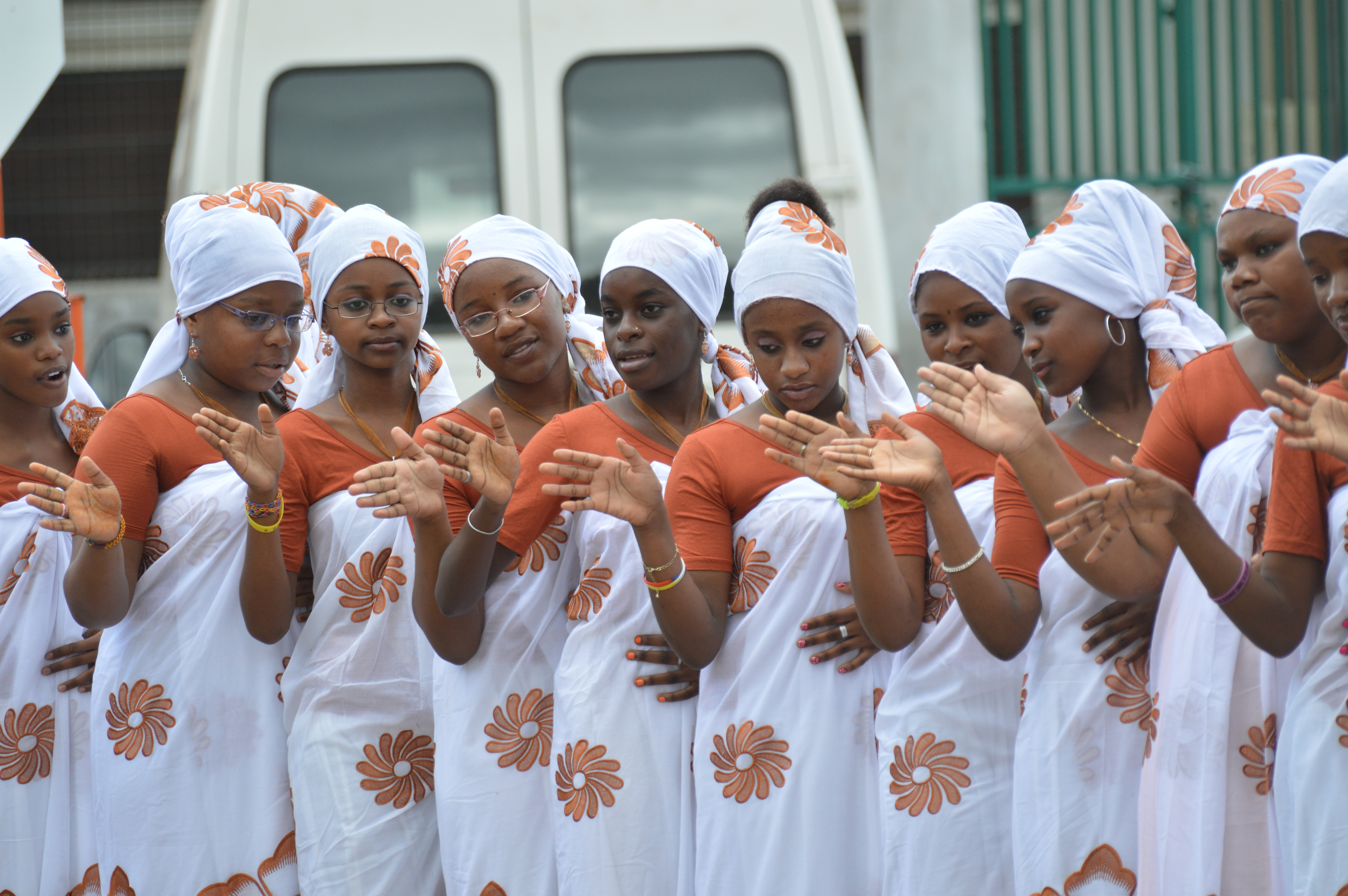
Autre ensemble.

Le vêtement traditionnel mahorais, s'appelle le « salouva ». Il se compose de deux parties : pièce de tissus nouée au niveau de la poitrine et qui tombe à hauteur des chevilles, et le kishali, un châle porté sur les épaules qui sert aussi pour recouvrir la tête. Tous deux sont normalement décorés et colorés, et le plus souvent assortis. L'ensemble servait autrefois de signes de reconnaissance communautaire, et est encore utilisé comme tel lors des fêtes et des spectacles de chant. C'est un habit traditionnel qui est à la fois conforme à la pudeur musulmane, mais suggère suffisamment le corps pour être aussi un vecteur de séduction. Si le salouva proprement dit est typique de l'archipel des Comores[réf. nécessaire] (avec des différences pour chaque île), les femmes portent aussi volontiers des habits inspirés des nombreuses racines culturelles de Mayotte : on voit souvent le sari indien, mais aussi plus rarement le caftan arabe, et parfois le boubou africain[Interprétation personnelle ?]. 
Il est commun d'observer des masques de beauté (« msizano »), principalement à base de santal râpé mélangé à de l'eau, sur les visages féminins ; il peut être utilisé à titre cosmétique pour protéger sa peau, ou lors des fêtes à titre esthétique, et il sera alors disposé en arabesques, suggérant parfois une volonté de séduire. Les cheveux, après un lavage avec une décoction de kapokier ou de roveni (plante locale), sont soit recouverts par un châle (qui peut être porté selon de très nombreuses manières, notamment en turban), soit parfumés et tressés de façon savante. La chevelure est souvent agrémentée de fleurs choisies pour les fêtes. 
Les fleurs sont bien sûr à l'honneur dans l'élégance et la séduction sur l'île aux parfums. Ainsi, les femmes ne ratent jamais une occasion de s'orner de fleurs de jasmin, de frangipanier, de bougainvillier et bien sûr d'ylang-ylang, pour le moindre événement. Les essences de vétiver et de patchouli sont également très appréciées, notamment en contexte galant. Il existe aussi une préparation à base de fleurs appelée zoukouba, utilisée comme nettoyant intime et parfum de séduction. La chambre conjugale (et parfois les vêtements) se parfume volontiers au ouvoumba, de petites boules d'encens chauffées traditionnellement au charbon. 
La sensualité mahoraise s'incarne aussi dans un bijou très particulier : le hangué, qui est une sorte de fine chaîne portée en ceinture mais à même la peau, sous les vêtements, parfois ornée de perles ou de pierreries, et dont la forme peut se deviner sous les vêtements : il porte une connotation sexuelle forte. 
Enfin, comme dans une grande partie du monde musulman, les tatouages éphémères au henné sont courants à Mayotte, en particulier à la saison des mariages. 
Chaque année, l'élection de Miss Mayotte est un événement important pour l'île, et celle-ci est d'ailleurs secondée par tout un cortège de miss plus spécialisées : miss Prestige, miss salouva (pour l'élégance traditionnelle), miss coco (qui valorise les grand-mères), et de nombreuses autres lauréates de concours locaux, professionnels et universitaires.
Traditionnellement, la maison appartient à la femme. La répudiation ou le divorce représentent donc essentiellement la perte d'un compagnon plutôt que la perte d'un statut social ou économique (les foundis et les aînés veillaient à la bonne tenue de la situation économique de la femme même après le départ du mari). Toutefois, la répudiation unilatérale a été abolie pour les personnes qui accèdent à l'âge du mariage à partir de 2005.

## Spectacles, musique et carnaval modernes
De nombreux écrivains locaux racontent l'île à travers leurs ouvrages. Des spectacles divers illuminent les veillées des week-ends, du théâtre à la tradition locale en passant par la musique. Mayotte connaît différentes sortes de musique dont le « m'godro », musique locale s'inspirant du salegy ou saleg, une musique malgache.
Un carnaval scolaire se perpétue vers les mois de juin-juillet. Au cours de l'année scolaire, les élèves organisent et préparent cet événement. Aidés des enseignants, ils illustrent le thème de l'année et le parfont. Celui-ci a souvent pour but d'informer et de sensibiliser la population et les jeunes, le sujet change chaque année. Dans les années 1990 se sont succédé des idées telles que les pirates, la tortue, et d'autres thématiques axées sur l'environnement et la vie de tous les jours.

## Événements annuels
Chaque année au mois d'avril, le Festival des Arts Traditionnels met chaque année à l'honneur la culture mahoraise.
Au mois de mai, se tient le Festival de l'Image Sous-Marine, depuis 1974. Les plongeurs et baigneurs mahorais y exposent leurs plus belles images, fixes ou animées, et de nombreuses rencontres et conférences ont lieu autour du patrimoine sous-marin de l'île.
En juin a lieu la traditionnelle course de pneus, qui réunit des centaines, voire des milliers d'enfants de Cavani à Mamoudzou. Le but est d'arriver le premier en faisant rouler devant eux un pneu, tenu par deux bâtons.
Chaque année se tiennent également les salons du tourisme, de l'agriculture et de la mode et de l'artisanat de l'océan Indien. Mayotte est aussi partenaire des Journées Européennes du Patrimoine, de la Fête de la Nature et de différentes manifestations artistiques et culturelles françaises.
Mayotte accueille également un Battle of the year de danse hip-hop. L'élection de Miss Mayotte, en août, est également un rendez-vous très populaire chez les mahorais.
Depuis 2018, au milieu du mois de juin, le festival Kayamba promeut la rencontre des musiques traditionnelles et électroniques en créant un melting-pot d'artistes de l'île, de la région de l'océan Indien et du reste du monde. 

## Théâtre et littérature
(octobre 2022).
- Si vous ne connaissez pas le sujet, laissez ce bandeau (vous pouvez alors contacter les auteurs).
- Si vous supprimez le contenu mis en cause (vous pouvez préalablement contacter les auteurs),

argumentez précisément cette suppression dans la page de discussion
(un manque de référence n'est pas un argument ; une recherche réelle de référence doit avoir été effectuée, être formellement documentée).
Ces arts sont peu présents dans la culture mahoraise ancienne. Mais, depuis 1945, une partie de l'animation socio-culturelle à Mayotte passe par des troupes de théâtre.
En 2017, le Salon du livre de Mayotte est organisé pour la première fois à l'initiative de la Direction du livre et de la lecture publique du conseil départemental.
Il est recensé une vingtaine d'auteurs mahorais.
Nassur Attoumani est l'un des principaux auteurs locaux. Il a notamment écrit la pièce de théâtre La Fille du polygame, publiée en 1992. Il est également l'auteur de plusieurs romans, dont Le Calvaire des baobabs et Mon mari est plus qu'un fou : c'est un homme. Son œuvre au ton humoristique constitue une critique décalée de certains aspects des sociétés mahoraise et comorienne : il a par exemple publié une version modernisée et « mahorisée » du Tartuffe de Molière, sous le titre Le Turban et la capote, qui a été portée à la scène et adaptée en bande dessinée.
Le romancier Baco Mambo Abdou est l'auteur de Brûlante est ma terre, Si longue que soit la nuit, Coupeurs de têtes et 5 femmes ainsi que de plusieurs autres œuvres.
Mayotte est également une source d'inspiration pour des auteurs non mahorais, comme le comorien Ali Zamir (Anguille sous Roche, 2016, prix Senghor) ou la mauricienne Nathacha Appanah (Tropique de la violence, 2017, prix Femina des lycéens, prix France Télévisions et prix Jean Amila-Meckert). En avril 2018, le dessinateur Phil Ouzov signe la bande dessinée Odyssée mahoraise qui raconte de manière caricaturale les aventures d'une enseignante de métropole mutée à Mayotte,.
Voir aussi la Liste d'écrivains comoriens.

## Patrimoine culturel matériel

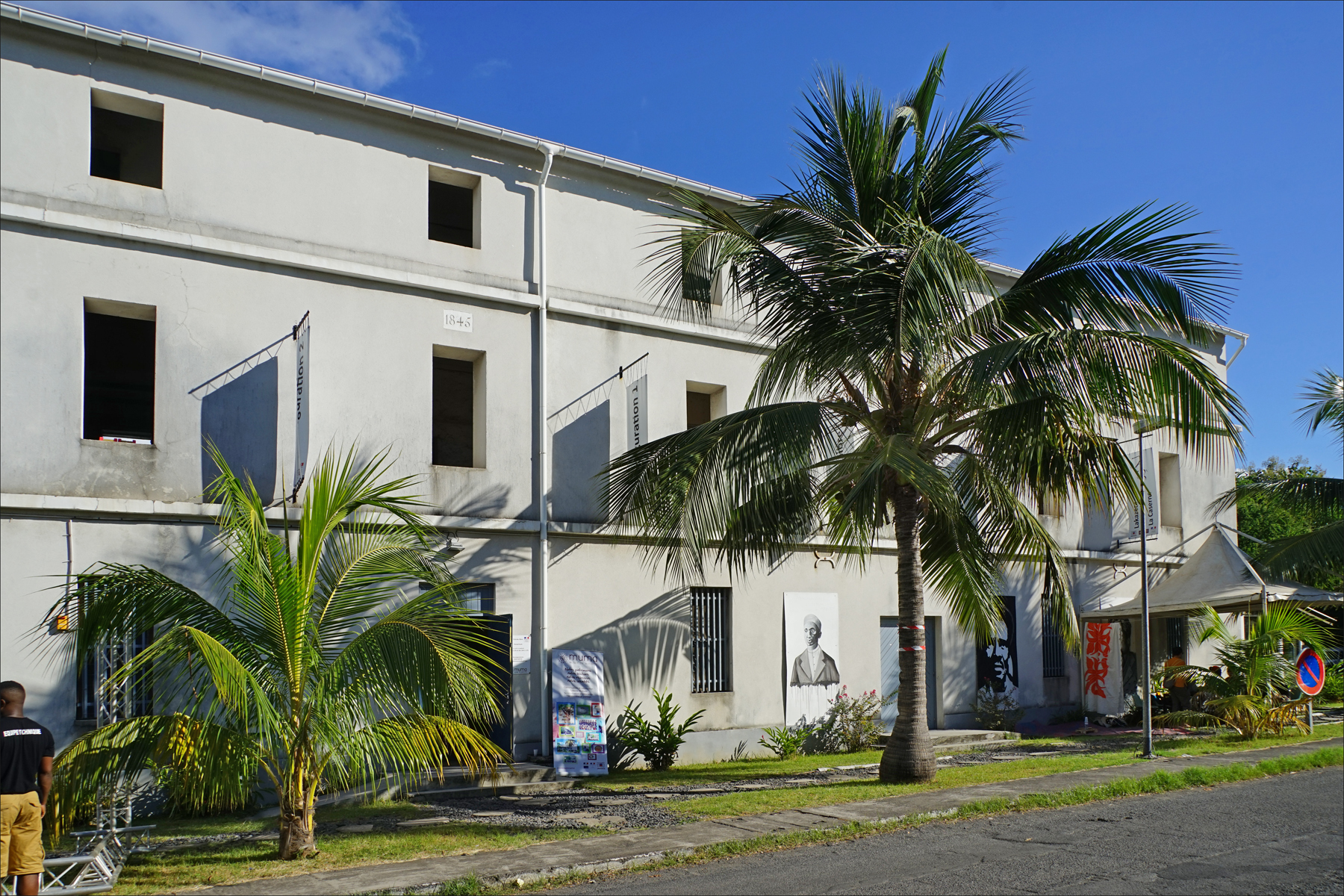
L'ancienne caserne de Dzaoudzi, inscrite au titre des monuments historiques et abritant désormais le musée de Mayotte.

Mayotte comporte plusieurs sites et monuments inscrits ou classés au titre des monuments historiques selon la Base Mérimée du ministère de la Culture : 
- la mosquée-Ziara de Polé (XVe siècle, inscrite) ;
- la mosquée de Tsingoni (XVIe siècle, classée) et son minaret (XXe siècle, inscrit) ;
- la caserne de Petite Terre (XIXe siècle, inscrite, abritant désormais le musée de Mayotte) ;
- l'ancienne maison du gouverneur de Mayotte (XIXe siècle, classée) ;
- l'ancienne sucrerie de Soulou (XIXe siècle, inscrite) ;
- l'ancienne usine sucrière de Dembeni (XIXe siècle, inscrite).

## Religion

### Islam

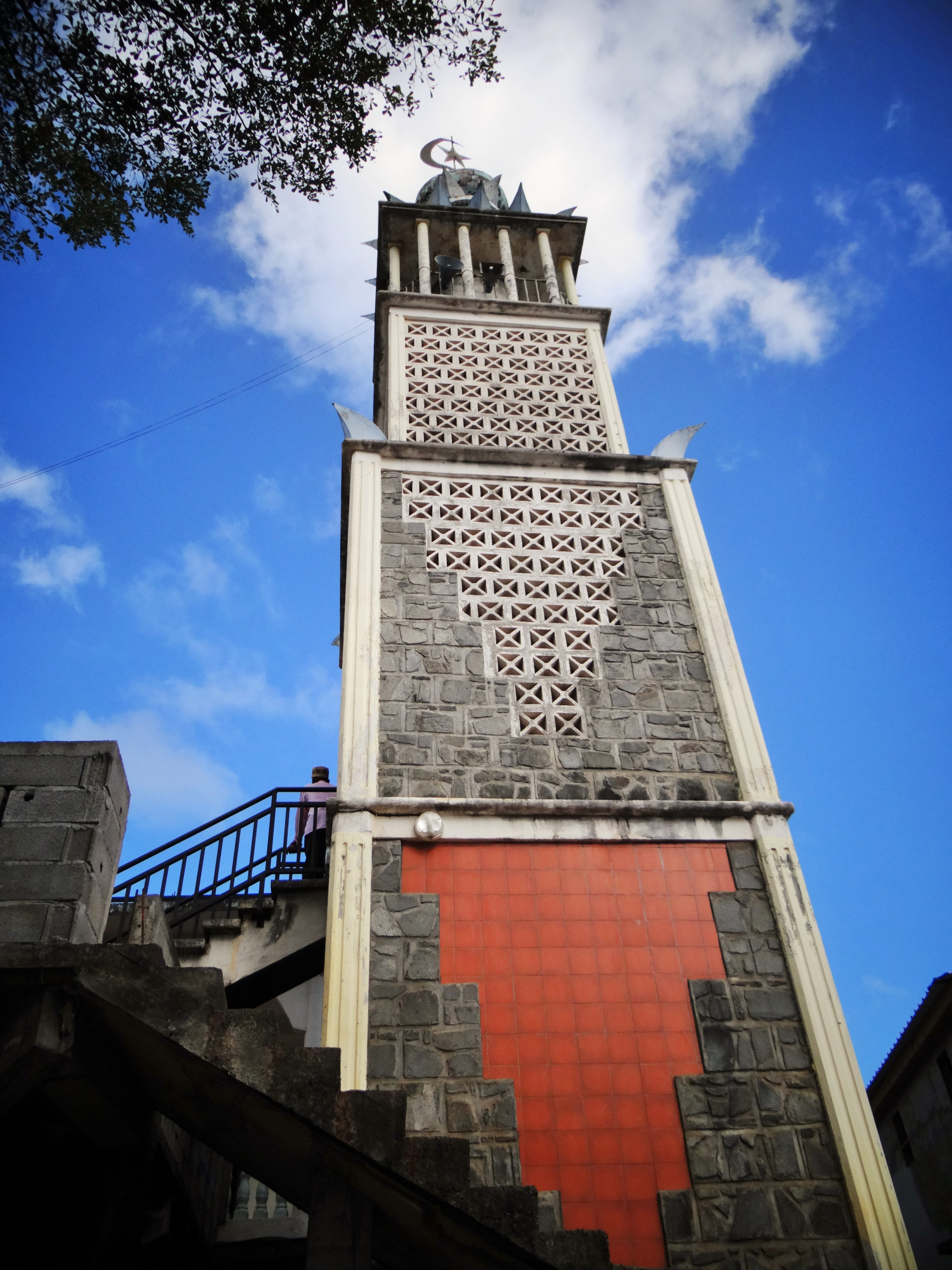
Minaret de la mosquée de Tsingoni, la plus ancienne mosquée en activité de France.

Environ 95 % de la population mahoraise est musulmane. La tradition sunnite y fut introduite par des populations arabo-persanes tandis que les cultures africaine et malgache sont venues la teinter d'animisme. Dès l'âge de six ans, de nombreux enfants fréquentent, en parallèle, l'école coranique et l'école primaire de la République. Cette double fréquentation est en perte de vitesse du fait de l'occidentalisation croissante de l'île, renforcée par les médias nationaux et internationaux. L'école coranique constitue donc de moins en moins un recours systématique chez les Mahorais. 
L'islam mahorais est de tradition chaféite, réputé modéré, ouvert et tolérant, et l'île n'a jamais connu de conflit religieux, ni de problème lié à la radicalisation. Cependant, une influence saoudienne commence à se faire sentir (sans doute du fait de l'influence grandissante de ce pays sur l'Union des Comores), et le châle traditionnel est désormais, parfois, remplacé par un voile islamique (interdit en tant que tel à l'école), voire dans certaines familles de l'ouest de l'île par le niqab (théoriquement interdit sur la voie publique).
La justice touchant le statut personnel fut longtemps rendue par des cadis, dont l'autorité était reconnue par la République avant la départementalisation. Ces juridictions ont été supprimées par l'ordonnance no 2010-590 du 3 juin 2010, mais les juges ont toujours la faculté de consulter les cadis sur l'application du droit local, et les cadis peuvent prendre en charge des règlements à l'amiable ; cependant seuls les juges peuvent désormais trancher un litige. 

#### Mosquées
Construites autrefois dans la tradition arabo-shirazienne, les mosquées étaient de petite taille avant de subir l'évolution architecturale commune aux rivages africains. La plus ancienne connue en pierre est la mosquée de Tsingoni, dont la fondation remonte, au moins, au seizième siècle. La tradition majorais rapporte, cependant, l'arrivée des premiers musulmans sur l'île de Petite-Terre ou à Dzaoudzi : la Ziyâra de Pôlé est considérée, dans cette tradition orale, comme le lieu saint fondateur, à l'origine de la diffusion de l'Islam sur l'ensemble de l'île. La légitimité du pouvoir sacré des premiers sultans shiraziens émanait de ce lieu saint.

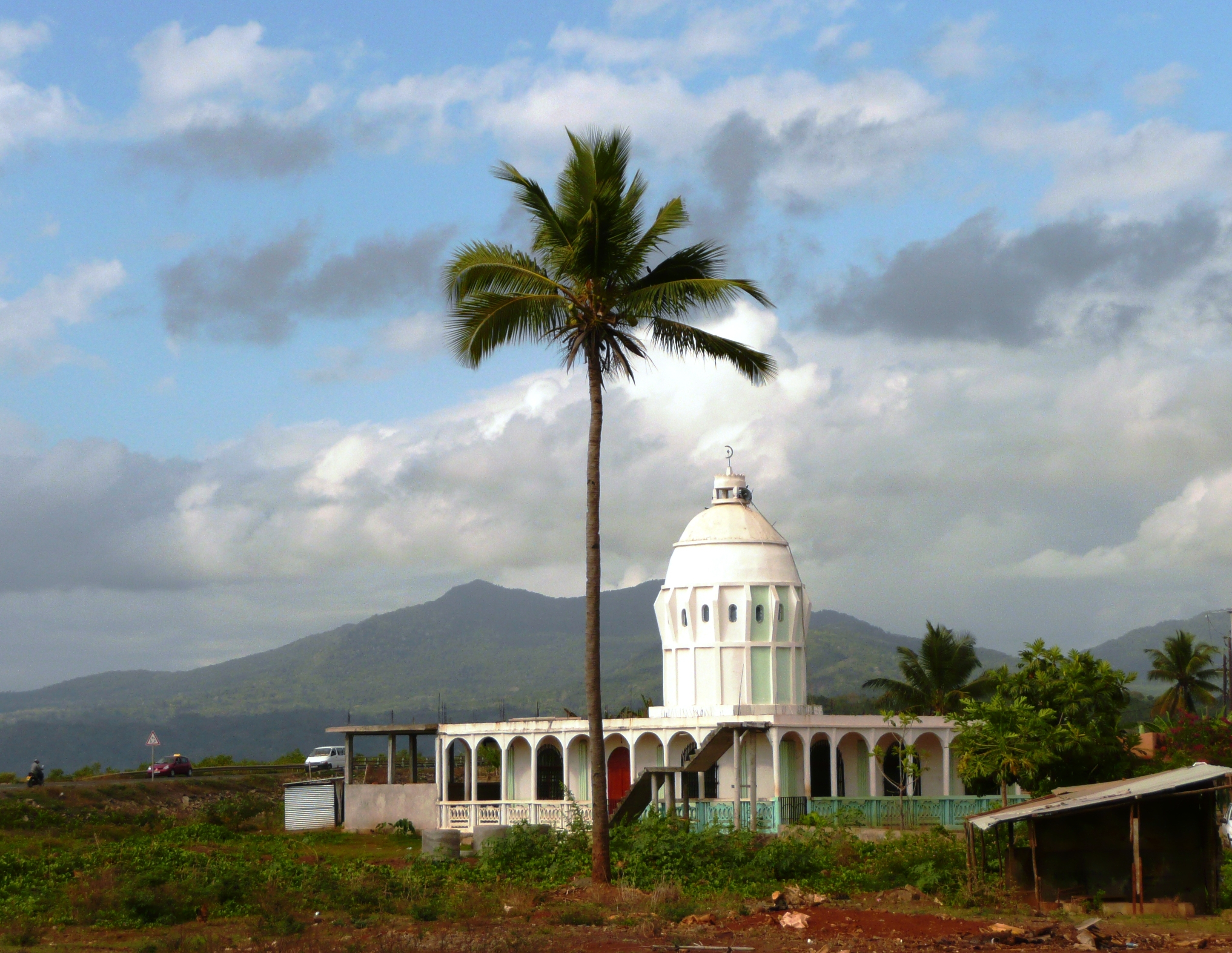
Mosquée de Passamaïnty.
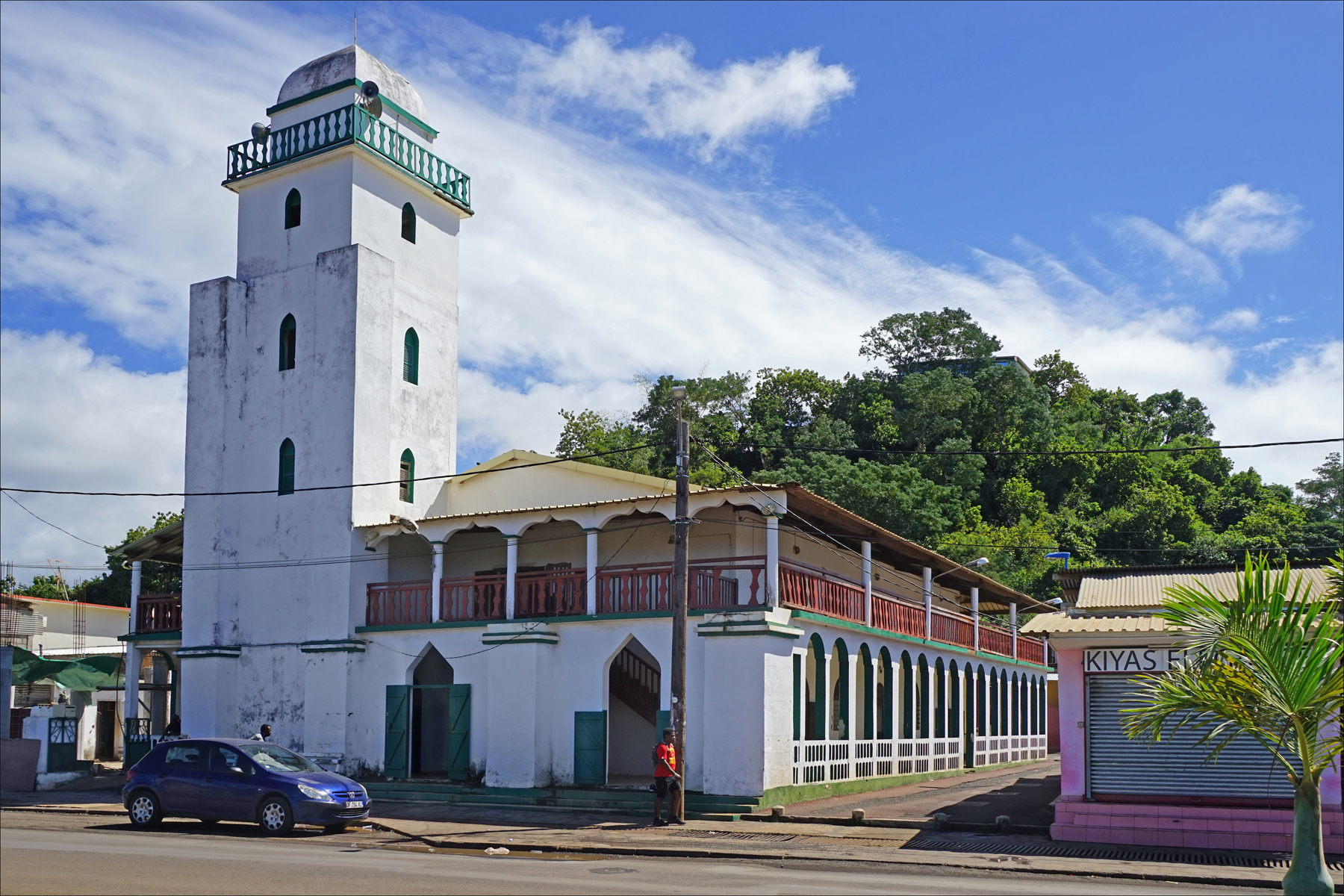
Mosquée de M’Tsapéré.
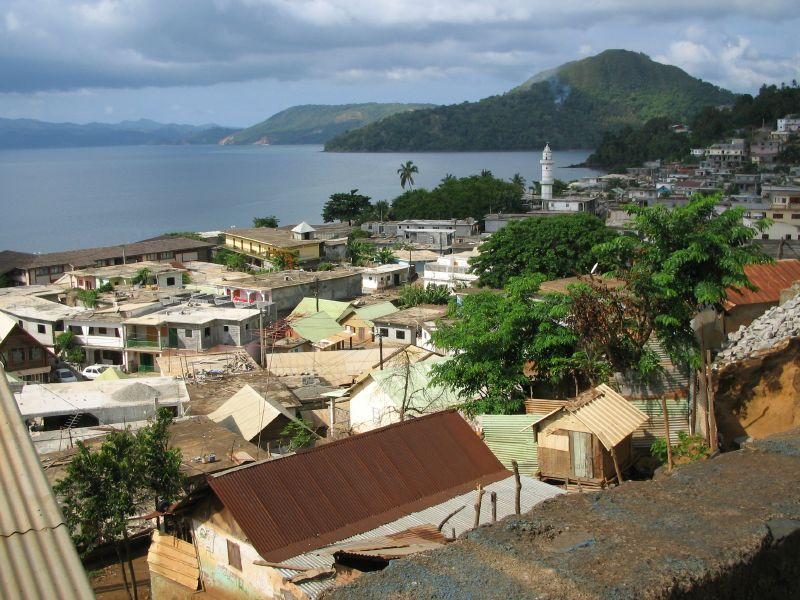
Vue de Sada, avec son minaret.

### Christianisme

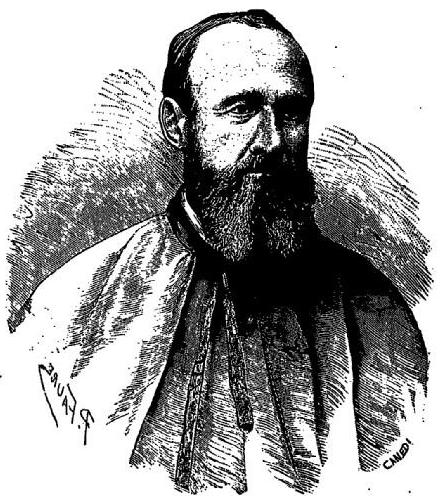
Victor-Marie Guilloux, préfet apostolique des Petites îles malgaches de 1879 à 1882.

Les chrétiens de Mayotte, très minoritaires, sont métropolitains, malgaches ou africains (rwandais, burundais, congolais...). La communauté catholique, formée d'environ 4 000 personnes, dispose d'une paroisse avec deux lieux de cultes : l'église Notre-Dame-de-Fatima à Mamoudzou (érigée en 1855) et l'église Saint-Michel à Dzaoudzi (1849). L'île ne comportant pas de diocèse, le pape Pie IX érige la préfecture apostolique de Mayotte, Sainte-Marie et Nossi-Bé le 4 septembre 1848. Le 5 août 1975, la préfecture est érigée en administration apostolique par la Congrégation de Propaganda Fide. Enfin, le 1er mai 2010, le pape Benoît XVI l'élève au rang de vicariat apostolique. L'actuel vicaire apostolique est Mgr Charles Mahuza Yava. D'après le Journal de Mayotte, s'ils se sentent « tolérés dans le cadre de témoignages ou de missions auprès des exclus », les catholiques n'ont pas le droit de faire sonner leurs cloches avant la messe. Il est noté aussi la présence de lieux de culte protestants, évangéliques ou de l'Église adventiste du septième jour. Les Témoins de Jéhovah (très populaires dans les autres DOM) y sont implantés, mais comptent peu d'adeptes, tout comme les mormons.

### Religions indiennes
La communauté indienne (au sens large, certains venant de la Réunion, de Maurice ou du Sri Lanka) de Mayotte compte environ 500 membres, en majorité musulmans mais d'un rite différent de celui en vigueur à Mayotte (Khojas, ismaélites...) et certains hindous.

## Médias

Logo de Mayotte La 1re, média public local (membre du réseau France Télévisions).

Le 12 avril 2012, le département accède « pour la première fois » à l'internet haut débit après avoir été raccordé au câble sous-marin Lion 2 de France Télécom-Orange. Depuis, la 4G a fait une arrivée remarquée dans l'île, dès lors bien mieux connectée à la métropole.
Aucun média papier (journaux, magazines) n'est importé à Mayotte, qui se contente de ses quelques titres locaux. Seules quelques radios nationales comme France Inter sont diffusées.
Mayotte dispose de plusieurs organes de presse locaux, dont une chaîne de télévision publique (Mayotte Première) et une privée (Kwezi TV), des radios (Mayotte Première, Kwézi FM, Yao FM, RMJ, Radio Dziani, Ylang FM, Caribou FM...), des quotidiens (Flash Infos, Le Journal de Mayotte, Les Nouvelles de Mayotte, France Mayotte Matin), un hebdomadaire généraliste (Mayotte Hebdo) et quelques autres titres plus spécialisés, à diffusion plus espacée (Mayotte Magazine, Memento, Glitter, Swiha, Fantasia...).

## Création contemporaine
La création contemporaine est très dynamique à Mayotte du fait de la jeunesse de l'île, mais encore peu structurée : certains collectifs comme « Les Arts Confondus Mayotte » tentent ainsi de recenser et fédérer les créateurs afin de stimuler la créativité. 

## Sports
- Équipe de Mayotte de football

## Musique
Les principaux genres musicaux connus sont le Mgodro, Blues, Musique traditionnelle, Gaboussi, Chakacha. 

## Traditions
- Debaa
- Mbiwi
- Biyaya
- Dahira
- Maoulida
- Mchogoro
- Chigoma
- Magandja
- Moringue
- Salouva
- msindzano
- Banga
- Wadaha

### Cultes
Parmi les nombreuses traditions mahoraises, il ne faut pas oublier la pratique des cultes et de certains rites, le culte des djinns (esprits). En effet, même si la religion musulmane est dominante sur l’île par rapport à d’autres départements français, il y existe la pratique des rituels animistes, héritage de certaines croyances issues d’Afrique de l’Est dont a hérité Mayotte. Certaines personnes considèrent que les changements de comportement (en bien ou en mal) ou les évènements présumés surnaturels sont dus à l’existence d’un monde invisible peuplé de ces êtres qui sont plus ou moins malins. Ces esprits sont susceptibles d’envahir le corps et d’influencer une personne sur le plan spirituel et mental. Les mahorais considèrent que rien ne peut se faire sans avoir consulté les esprits en amont. Et un esprit est considéré comme le maître, il s’agit de Andriantsoly dont le corps repose dans le jardin botanique de la pointe Mahabou, considéré comme un des lieux les plus sacrés de l’île, un lieu de pèlerinage et propice à l’invocation des esprits. Il existe bien d’autres lieux tel que Polé en Petite terre, etc. les personnes se recueillent sur sa tombe avant chaque évènement important afin d’assurer le bon déroulement de l’évènement placé sous la protection des esprits et des aïeux. Ce rituel fait appel à beaucoup d’éléments pour être mis en œuvre, notamment le « sahani », une assiette toute blanche permettant, l’utilisation de plante médicinale ou encore un autel qui leur consacré lors des cérémonies. Il est possible de retrouver dans les demeures de quelques familles, des autels, dans un petit coin de la maison, consacré à ces êtres invisibles. Durant ces cérémonies, des offrandes sont données aux esprits et des prières effectuées.
Ils sont considérés comme étant omniprésents, notamment dans les mangroves. Les mangroves loin d’être une simple barrière naturelle contre les déferlements de vagues mais ils sont considérés également comme constituant un abri pour ces esprits.   